# 二甲硫醚
二甲基硫醚，是最简单的硫醚化合物。結構、性質與二甲基醚類似。常溫下為無色揮發性液態。有著如海鮮般特殊氣味物質。在自然界中，常由蛋白質的分解產生。這也是海鮮腥味的來源之一。

## 性质
无色透明有不愉快气味的液体，易燃、易挥发。高毒。不溶于水，溶于乙醇、乙醚。

## 制取
1. 硫酸二甲酯和硫化钠在80-90°C反应。
2. 以氢氧化铝催化，甲醇和二硫化碳在300°C反应。
3. 以活性氧化铝催化甲硫醇在高温下脱硫化氫而得。

## 用途
可作為有机合成，例如臭氧化反應的第二步驟，用於還原次級臭氧化物1,2,4-三氧五環，以將烯烃徹底轉換為醛或酮，也可作為聚合反应溶剂，亦可用於生产农药、甲硫胺酸和二甲基亚砜，並作分析试剂以及煤气赋臭、涂料脱膜。